# オーストラリアン・スタンピーテイル・キャトル・ドッグ
オーストラリアン・スタンピーテイル・キャトル・ドッグ（英：Aralian Stumpy-tail Cattle Dog）は、オーストラリア原産の牧牛犬種である。
オーストラリアン・キャトル・ドッグの兄弟種であり、短尾種である。

## 歴史
オーストラリアン・キャトル・ドッグと同時期に作出された犬種で、作出に使われている犬種も共通のものが多いため、それと姿がよく似た仕上がりとなった。イギリスのスミスフィールド・キャトル・ドッグの短尾種であるスタンピーテイル・スミスフィールド・キャトル・ドッグと、オーストラリアの野生犬であるディンゴを掛け合わせたもの（この交配種はティモンズ・バイターではない）をもととしてスムース・コリーなどを交配させて作出された。作出が開始したのは1840年代のことで、この後1870年代にブルテリアの血を入れて完成した。短い尾をもつ理由は牧牛犬であることを示すためで、このころ尾を短く改良（若しくは断尾する）して牧牛犬であることを証明ことにより、租税を逃れることができた。
主に牧牛犬として牛を管理・誘導するのに使われていた。ディンゴの血により、使役の際は吠えずに黙々と作業を行う。もちろんヒーラーであるため、いうことを聞かない牛にはかかとを軽く噛むことによって驚かせ、従わせることも可能である。
1920年代には作業の機械化により仕事が減り、需要が低下して絶滅の危機に陥った。これに加えてオーストラリアン・キャトル・ドッグとの異種交配が頻繁に行われ、純血種の絶滅どころか完全な種の消滅の危険も危惧されていた。しかし、クイーンズランド州には純血個体が比較的多く存在し、この犬たちをもとにブリーディングを行うことで頭数を回復し、生き残ることが出来た。
1988年にオーストラリアのケネルクラブに公認され、原産国外でもその名を知られるようになった。FCIに公認登録されたのは2005年とつい最近のことで、まだ世界的には頭数が少なく、珍しい犬種のひとつである。オーストラリアではごく普通に見られる犬種で、現在も実用犬として牛の管理に多く用いられている。又、ペットやショードッグとしても飼育が行われている。

## 特徴
容姿はオーストラリアン・キャトル・ドッグとよく似るが、体格はこちらのほうがほんの少しがっしりしていて、胴は短い。本種一番の特徴は尾で、オーストラリアン・キャトル・ドッグはふさふさの長い垂れ尾を持っているが、本種は非常に短い尾を持っている。尾形（びけい：尾のかたち）は垂れ尾の分類に入るが、長さは平均して1cm前後しかないため、多くは少しカーブしているが水平を保った形となっている。尾が短いだけでなく、それにあわせて尾の飾り毛も短く少ないため、体に比べて異様に小さな尾を持っているかのようにも見えてしまう。しかし、普通の犬と同じく、気持ちが高ぶっているときやうれしい時は尾を振り、怖がっているときは短いなりに尾を尻にくっつけて巻くことが出来る。ちなみに尾の長さは個体によってばらつきがあり、4cmと長いものや、ミリ単位の極短のもの、全く尾が無いものも存在する。
短めのマズルを持ち、耳は三角形でピンと立った立ち耳。首はしっかりしており、あごは丈夫である。背は平ら。ダブルコートであり、硬いショートコートで暑さに強い。毛色はブルー・アンド・レッドや茶系のローンなどがある。額などの局所にホワイトのパッチが入ることもある。クリーム、又はホワイトのアンダーコート、タンマーキングは許容されない。体高44〜51cm、体重16〜23kgの中型犬で、性格は忠実で活発、冷静で従順だが、警戒心が強い。オーストラリアン・キャトル・ドッグと比べるとしつけの飲み込みに関してはわずかに劣るが、体力や落ち着きはこちらのほうが勝っているといわれている。オーストラリアン・キャトル・ドッグと同じく仕事熱心で、体のサイズ以上の力強さを持っている。運動量も非常に多い。かかりやすい病気は眼疾患や関節疾患などがある。